# Première offensive de Iași-Chișinău
La première offensive de Iași-Chișinău est un engagement de la Seconde Guerre mondiale. 

## Description
L'expression « première offensive de Iași-Chișinău » désigne une série d'engagements militaires entre l'Armée rouge soviétique et l'Axe Rome-Berlin-Tokyo en Roumanie, entre le 8 avril et le 6 juin 1944. D'après David Glantz, selon les objectifs de Joseph Staline, les 2e et 3e fronts ukrainiens devaient, tôt ou tard, projeter la puissance militaire et l'influence politique soviétiques dans les Balkans, conformément aux accords de Téhéran de décembre 1943, eux-mêmes consécutifs à la défaite britannique en mer Égée qui ferme aux Britanniques et ouvre aux Soviétiques la route des Balkans, ce qui sera précisé à la Conférence de Moscou (1944) et officialisé à celle de Yalta,,. 
Glantz affirme que les plans du commandement principal de l'armée soviétique (Stavka) prévoyaient que les deux fronts soviétiques couperaient les lignes défensives vitales de l'Axe dans le nord de la Roumanie, facilitant une avancée ultérieure de l'Armée rouge dans toute la région des Balkans. Les opérations soviétiques en Moldavie sont la première attaque de Târgu Frumos et de Podu Iloaiei et culminent par la deuxième attaque de Târgu Frumos. Cependant les forces soviétiques ne tentent pas de surmonter à tout prix les défenses allemandes et hongroises des Carpates car des tractations avaient déjà commencé avec la Roumanie pour la faire basculer du côté des Alliés, à Stockholm (entre Neagu Djuvara et Alexandra Kollontaï), à Ankara, au Caire et à Moscou (entre Barbu Știrbei et les diplomates britanniques et soviétiques), de sorte que, compte tenu des mauvaises performances au combat des troupes soviétiques et de l'efficacité des préparatifs défensifs allemands, il était plus ergonomique d'attendre le retournement des Roumains que de mener une offensive d'envergure. C'est pourquoi cette série d'engagements est largement ignorée par les archives et l'historiographie soviétiques. 

### Planification
Le 5 mars 1944, le maréchal Ivan Koniev, commandant du 2e front ukrainien, lance l'offensive d'Ouman-Botoșani en Ukraine et Moldavie. Cette opération parvient à séparer, le 17 mars, le 1. Panzerarmee du Groupe d'armées Sud de la 8e armée allemande. Au début d'avril, les unités soviétiques sont déjà sur la frontière roumaine. 

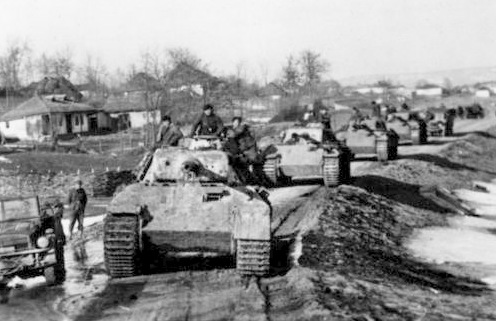
Véhicules et chars Panther de la division Grossdeutschland en Roumanie en avril 1944

À partir du début avril 1944, la Stavka ordonne aux 2e et 3e fronts ukrainiens de monter une offensive majeure avec des implications stratégiques dans l'est de la Roumanie. Ses intentions sont d'enfoncer les lignes allemandes et roumaines dans le nord de la Roumanie, de capturer les villes clés de Iași et Chișinău, puis de projeter en profondeur des forces dans le sud du territoire roumain, si possible aussi loin que Ploiești (où se trouvaient les champs de pétrole, principale source d'hydrocarbures pour l'Allemagne nazie) et Bucarest. Le 5 avril, le front de Koniev traverse les cours supérieurs des fleuves Dniestr (Nistru) et Prut, prend les villes de Hotin, Cernăuți et Dorohoi, et s'approche de Târgu Frumos et Botoșani au nord-ouest de Iași, face à une résistance allemande fragmentée et à une passivité roumaine que le commandant allemand Johannes Frießner qualifie de « trahison » (sans compter que deux divisions roumaines, celles des généraux Nicolae Cambrea et Iacob Teclu, combattent aux côtés de l'Armée rouge). Le 8 avril, Koniev ordonne aux 27e et 40e armées d'avancer vers Târgu Frumos, en étroite coopération avec la 2e armée de chars de Semyon Bogdanov. Tandis que le groupe de choc de Koniev avance vers Târgu Frumos, la 52e armée de Konstantin Koroteïev et des éléments de la 6e armée de chars d'Andreï Gravchenko, qui opéraient au nord de Iași, mènent des opérations vers Iași afin de soutenir l'effort principal de Koniev. 
Alors que les armées de Koniev se préparent à lancer leur offensive vers Târgu Frumos, la 8e armée allemande d'Otto Wöhler est impliquée dans de violents combats qui se déroulent dans et autour du village de Popricani, à 14 km au nord de Iași, où deux corps soviétiques se heurtent à des Kampfgruppen blindés, détournant l'attention et les forces des Allemands du secteur critique de Târgu Frumos. Exploitant les opérations de diversion de la 52e armée dans la région d'Iași, les trois armées du groupe de choc de Koniev commencent à avancer vers le sud tôt le matin du 8 avril. L'avancée est assez lente en raison des routes rendues boueuses par la pluie, ainsi que la traversée vers la rive ouest de la rivière Prut au nord-ouest de Iași.
La mission initiale des armées de Koniev est d'atteindre les régions de Târgu Frumos, Pașcani et Târgu Neamț, à l'ouest de Iași, et de prendre par surprise les trois villes. Alors que trois divisions du 51e corps de fusiliers reçoivent l'ordre d'avancer vers le sud en direction de Pașcani, deux autres divisions de fusiliers protègent leur avance dans la région au nord et au nord-ouest de Târgu Neamț. Plus à l'est, sept divisions de fusiliers affectées aux 35e gardes et au 33e corps de fusiliers de la 27e armée soviétique avancent, longeant le Prut vers le sud à partir du 7 avril, tandis que la 8e division d'infanterie roumaine, évitant les combats, se retire vers Hârlău, à 27 km au nord de Târgu Frumos. Pendant ce temps, deux autres divisions du 33e corps de fusiliers soviétiques rejointes par deux corps de la 2e armée de chars poursuivent la 7e division d'infanterie roumaine qui se retire vers Târgu Frumos. Puis le front se stabilise et reste inactif jusqu'au mois d'août 1944, lorsque se produisent simultanément la « seconde offensive de Iași-Chișinău » et le basculement de la Roumanie du côté Allié.